# Chayut Khongprasit
Chayut Khongprasit (* 31. Januar 1999) ist ein thailändischer Leichtathlet, der sich auf den Sprint spezialisiert hat. 2023 wurde er Asienmeister in der 4-mal-100-Meter-Staffel.

## Sportliche Laufbahn
Erste internationale Erfahrungen sammelte Chayut Khongprasit bei den Juniorenasienmeisterschaften 2016 in der Ho-Chi-Minh-Stadt, bei der er mit der thailändischen 4-mal-100-Meter-Staffel in 40,36 s die Bronzemedaille hinter den Teams aus Taiwan und Malaysia gewann. Zwei Jahre später belegte er bei den Juniorenasienmeisterschaften in Gifu in 10,59 s Rang sieben im 100-Meter-Lauf. Ende August nahm er erstmals an den Asienspielen in Jakarta teil und gelangte dort bis in das Halbfinale, in dem er mit 10,63 s ausschied. Zudem wurde er mit der thailändischen Stafette in 39,29 s Sechster. 2019 nahm er im 200-Meter-Lauf an der Sommer-Universiade in Neapel teil, schied dort aber mit 21,54 s in der ersten Runde aus und wurde mit der Staffel im Vorlauf disqualifiziert. Anfang Dezember siegte er bei den Südostasienspielen in Capas in 20,71 s über 200 Meter und gewann mit der gemischten 4-mal-100-Meter-Staffel in 41,99 s die Silbermedaille hinter den Philippinen. 2022 gewann er bei den Südostasienspielen in Hanoi in 20,77 s die Bronzemedaille über 200 Meter hinter seinem Landsmann Puripol Boonson und Ngần Ngọc Nghĩa aus Vietnam. Zudem siegte er in 38,58 s in der 4-mal-100-Meter-Staffel. Im Jahr darauf sicherte er sich bei den Südostasienspielen in Phnom Penh in 39,13 s die Silbermedaille hinter dem indonesischen Team. Anschließend siegte er bei den Asienmeisterschaften in Bangkok mit neuem Meisterschafts- und Landesrekord von 38,55 s gemeinsam mit Natawat Iamudom, Soraoat Dapbang und Puripol Boonson. Zudem schied er über 200 Meter mit 21,12 s im Halbfinale aus. Im August gewann er mit der Staffel bei den World University Games in Chengdu in 38,80 s die Silbermedaille hinter dem chinesischen Team und im Oktober belegte er bei den Asienspielen in Hangzhou in 38,81 s den vierten Platz.
Bei den World Athletics Relays 2024 in Nassau verpasste er mit der 4-mal-100-Meter-Staffel eine Direktqualifikation für die Olympischen Spiele in Paris und im Jahr darauf verpasste er bei den World Athletics Relays in Guangzhou einen Startplatz bei den Weltmeisterschaften in Tokio. Anschließend gewann er bei den Asienmeisterschaften in Gumi in 38,78 s gemeinsam mit Natawat Iamudom, Thawatchai Himaiad und Puripol Boonson die Silbermedaille hinter dem südkoreanischen Team.
In den Jahren 2020 und 2022 wurde Chayut thailändischer Meister in der 4-mal-100-Meter-Staffel.

## Persönliche Bestleistungen
- 100 Meter: 10,51 s (+1,5 m/s), 28. November 2022 in Pathum Thani
- 200 Meter: 20,71 s (0,0 m/s), 7. Dezember 2019 in Capas